# Można panikować
Można panikować – polski film dokumentalny z 2020 roku w reżyserii Jonathana L. Ramseya, opowiadający o fizyku atmosfery profesorze Szymonie Malinowskim i jego działalności popularyzującej wiedzę o zmianach klimatycznych. Profesor Malinowski zajmuje się fizyką chmur i jest jednym ze współautorów portalu Nauka o klimacie.  W filmie ostrzega przed nadchodzącą katastrofą klimatyczną w przypadku braku szybkiej działalności zapobiegających dalszej emisji dwutlenku węgla i innych gazów cieplarnianych do atmosfery. Produkcja była kręcona między innymi w Warszawie, Radomiu, Żarnowcu i Bełchatowie. Film został udostępniony 1 czerwca 2020 na stronie YouTube.  Jest to film konkursowy 17. edycji festiwalu Docs Against Gravity.